# Rodplumsita
La rodplumsita o rhodplumsita es un raro sulfuro mineral de rodio y plomo, de fórmula química Rh3Pb2S2, siendo frecuentes las impurezas de iridio y platino. Descubierto en 1983 en los montes Urales (Rusia), fue nombrado por su composición (rodio-plomo).

## Características
Es de color crema y brillo metálico. Cristaliza en el sistema trigonal, clase 3m. Pertevece a la clase 2.BE.15 de Strunz (9.ª edición) junto a otros sulfuros metálicos. El mineral está reconocido por la CNMNC (Comisión de Nuevos Minerales, Nomenclatura y Clasificación) de la Asociación Mineralógica Internacional.